# Jagdish Bhagwati
Jagdish Bhagwati (Bombaim, 1934) é um economista indiano, conhecido pela sua defesa do livre comércio frente às críticas contra a globalização. Atualmente, é professor de economia na universidade de Columbia.

## Biografia
Em 1956, Bhagwati graduou-se em economia pela Universidade de Cambridge, Inglaterra. De 1968 a 1980, Bhagwati foi professor de economia no MIT (Massachusetts Institute of Technology). Entre 1991 e 1993, foi conselheiro de política econômica do diretor geral do Acordo Geral de Tarifas e Comércio. Em 2000, foi conselheiro sobre globalização na ONU. Em 2001, foi conselheiro externo do diretor geral da OMC.
Atualmente, Bhagwati trabalha no conselho acadêmico da ONG Human Rights Watch (Ásia) e no conselho de mestres do CCS (Centre for Civil Society). É o membro sênior do conselho de relações internacionais.
Em janeiro de 2004, Bhagwati publicou In Defense of Globalization. Um livro no qual afirma: "o processo de globalização tem uma face humana, mas temos que tornar esta face mais agradável.
Em maio de 2004, Bhagwati fez parte do projeto Copenhagen Consensus. Neste mesmo ano, recebe o Lifetime Achievement Award pela câmara de comércio indiana.
Recentemente (Novembro de 2007) esteve em Portugal por altura da conferência anual da Associação Portuguesa de História Económica e Social (APHES) cujo tema foi Globalização: Perspectivas de longo prazo, que decorria Faculdade de Economia da Universidade Nova de Lisboa. Para além das várias sessões académicas, houve duas sessões abertas ao público, numa das quais Bhagwati participou, Globalization: Why Its Critics are Mistaken. A Universidade Nova de Lisboa aproveitou a presença do Professor Bhagwati em Lisboa para lhe atribuir o doutoramento honoris causa.

## O estudo Krueger-Bhagwati
Um trabalho mais interessantes de Jagdish Bhagwati, feito conjuntamente com Anne Olive Krueger, foi um projeto na NBER (National Bureau of Economic Research), onde os dois analisaram o processo de abertura comercial em alguns países. Eles afirmaram que existiriam cinco fases no processo de abertura comercial, em que os países passariam gradativamente de uma situação altamente protecionista para um estado de completa abertura comercial. Os países pesquisados foram: Chile, Colômbia, Israel, Egito, Coreia do Sul, Filipinas, Singapura, Turquia, Grécia, Espanha, Sri Lanka, Uruguai, Argentina, Brasil, Indonésia, Paquistão. Peru, Portugal, Nova Zelândia e a antiga Iugoslávia. Destes, somente os nove primeiros comprovaram o argumento, mesmo que não linearmente. Ocorre que o fato de alguns países seguirem este processo não garante um aumento de crescimento econômico, devido principalmente a fatores circunstanciais presentes em cada um deles. De qualquer modo, alguns se sobre-saíram, como Coreia do Sul e Chile.

## Publicações
- Jagdish Bhagwati , In Defense of Globalization, Oxford University Press, 2004.
- Jagdish Bhagwati, The Wind of the Hundred Days: How Washington Mismanaged Globalization, MIT Press, 2002.
- James H. Mathis, Jagdish Bhagwati (Introdução) , Regional Trade Agreements in the GATT/WTO: Article XXIV and the Internal Trade Requirement, Norwell/TMC Asser Press., 2002.
- Jagdish N. Bhagwati (Editor), Robert E. Hudec (Editor), Fair Trade and Harmonization, Vol. 1: Economic Analysis, MIT Press, 1996.